# 華揚史威靈飛機公司
華揚史威靈飛機公司（Sino Swearingen Aircraft Corporation，縮寫SSAC），是美國一家飛機製造公司，由中華民國的統一企業、慶豐集團、太平洋電線電纜、台翔航太、行政院開發基金、中華開發等公司1994年投資成立的「華揚航太」，在1995年與美國SAI公司各出資50%合組的小型商務飛機製造公司，主要產品為史威靈SJ30-2小型商務噴射機。公司總部在德克萨斯州圣安东尼奥，在西維吉尼亞州馬丁斯堡地區機場的約翰·D·洛克斐勒4世技術中心則有一座組裝工廠。
公司成立之初，獲得來自中華民國政府的大量資金挹注。經過十多年的近乎空轉後，在2008年8月轉售予聯合大公國投資開發公司，並改名為耶米斐斯特航空公司（Emivest Aerospace Corporation，縮寫EAC）。

## 早期歷史
華揚史威靈飛機公司的前身為「史威靈根飛機公司」，由愛德華·史威靈根創立於1959年。早期的主要業務是為其他飛機公司開發雛型系統。

## 台灣資金入注時期
1995年，史威靈根飛機公司改組為华扬史威灵飞机公司（SSAC），成立之初被视为台湾航太工业发展新契机，也有外交考量。但飞机研发、生产过程波折不断，公司内部欠缺人和，加上前董事长郭清江争议连连，让政府前後投入逾6亿美元回收无望，中华民国经济部疲於奔命地救火，还是徒劳无功。
SSAC是由统一企業、庆丰集团、太平洋電線電纜、台翔航太、行政院开发基金、中华开发等公司1994年投资成立的「华扬航太」在1995年与美国SAI公司各出资50%合组的小型商务飞机製造公司，總部位於德克萨斯州圣安东尼奥。SSAC的成立是由時任中華民國總統李登輝主導，初期股東包括耀華玻璃股份有限公司管理委員會（以下簡稱「耀华玻璃管理委员会」或「耀华玻璃」）、中華開發、統一企業、東雲紡織、慶豐銀行、大陸工程、長榮重工及聯華電子。SSAC成立原因，除了台湾想要发展航太工业，也有政治考量。当年台湾向美国购买F-16战机，取得价值数亿美元的工业合作额度，经时任美国参议员傑伊·洛克斐勒引荐促成这项台美合资案；洛克斐勒也是後来促成李登辉成功访美的要角之一。
SSAC成立初期，航太工业景气欠佳。SSAC原定1998年开始生产第一架飞机，但过程中出现设计错误，进度严重落後，面临其他生产类似飞机的公司强烈竞争，靠著政府不断增资才得以维持营运。
1999年底，SSAC公司登记由合夥型态转为股份有限公司，主要股东包括华扬航太、台翔航太、中华开发、耀华玻璃管理委员会（由经济部代管）等。截至2000年为止，台湾对SSAC的投资金额已从最初的5000万美元增加到2亿5000万美元。2000年4月間，陳水扁尚未接任中華民國總統，即將卸任總統的李登輝要求中華民國交通部主導的中華航空事業發展基金會投資SSAC二千萬美元；這筆錢在2001年用完後，洛克斐勒三度到台灣，要求陳水扁政府再投資SSAC一億美元，否則SSAC會在三個星期內破產。
SSAC研发的小型商务飞机SJ30-2，在小型商务客机机种中，具有航程较远、速度较快、价格较低廉等优势，是全球续航力最长的小飞机。2001年美国九一一事件发生後，小型商务飞机的安全与隐私性重受青睐，SJ30-2订单大增至超过300架。
2002年4月，前经济部次长尹启铭以耀华玻璃管理委员会主委身分率队赴美评估，认为SSAC产品仍有竞争力，但经营与管理团队需要重整，随後进行经营权改组，由前汉翔航空董事长蔡春辉取代前太平洋電線電纜董事长孙道存出任董事长，并延揽曾在美国经营小飞机公司致富的台裔华人陈磊出任执行长。
2002年底，洛克斐勒向陳水扁政府要求投資SSAC一億五千六百萬美元作為2003－2004年的SSAC營運資金，交換條件是讓陳水扁「高規格過境美國」；耀華玻璃經過評估後，於2003年9月中旬匯出六千萬美元作為2003年的SSAC營運資金；而2002年陳水扁之妻吳淑珍過境紐約，洛克斐勒親自接待吳淑珍。
2003年4月26日，SJ30-2首架原型機在德州失事墜毀，嚴重影響後續認證時程，但耀華玻璃仍依中華民國總統府的指示照常撥款給SSAC。2004年，SSAC再度要求政府增资，行政院指派行政院公共工程委员会副主委郭清江率五人小组赴美进行公司整体状况评估，在郭清江建议下，行政院再度增资1.6亿美元。
2005年年初，郭清江接任SSAC董事长；同年10月，SJ30-2终於取得美国联邦航空管理局（FAA）颁发的型别认證（TC），可以进入量产阶段。不过SSAC资金实在「烧」得太快，加上執行長陈磊挪用公款40萬美元，董事會決議解除陳磊的職務。
2006年2月，经济部次长兼耀管会主委陈瑞隆率队赴美，评估後认为航空业属回收期长、风险高产业，政府投资金额、比例已经太高，不宜继续投资，应寻求策略性投资人；随即委託美国Wachovia投资银行代为接洽投资人。

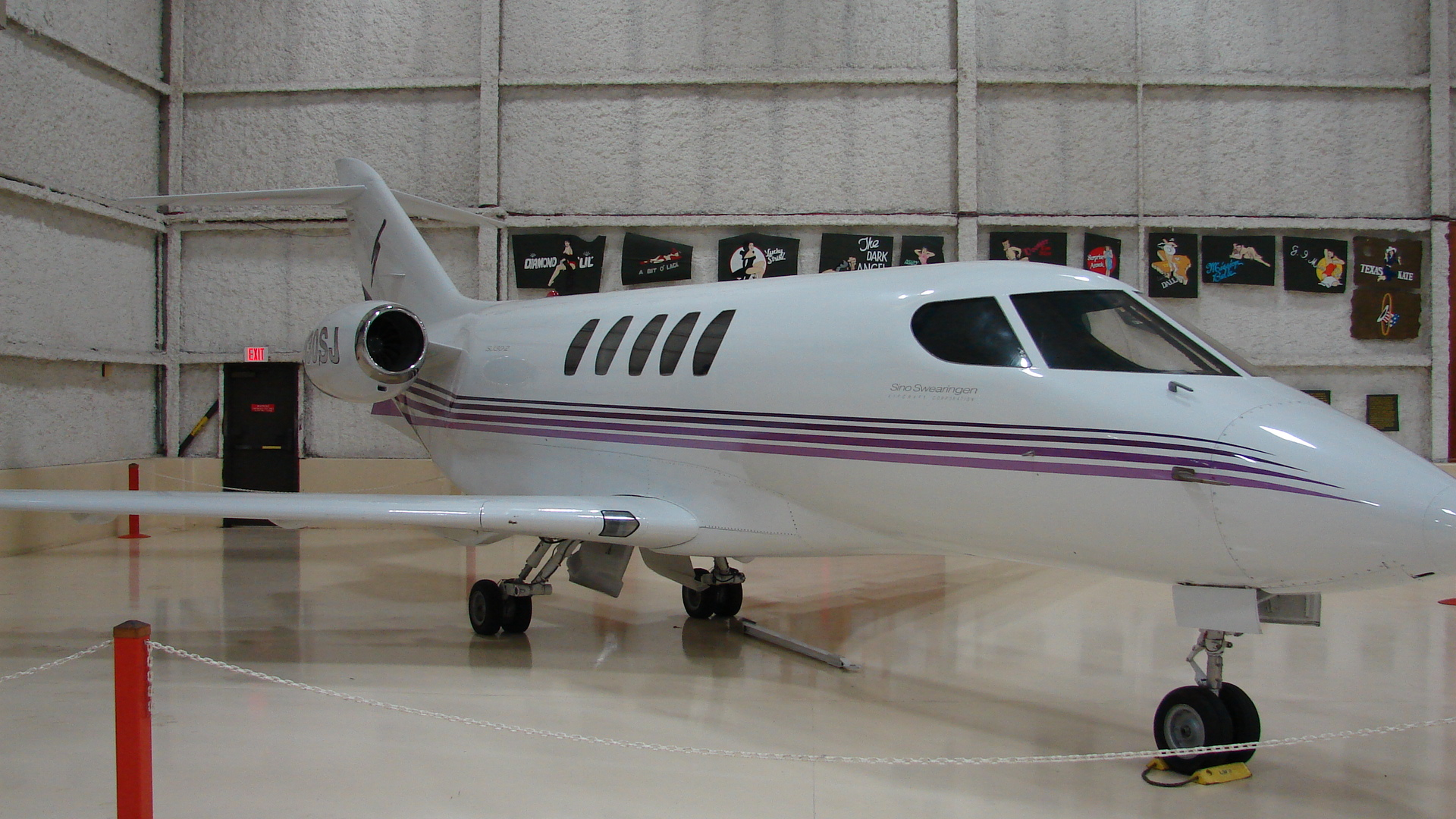
SJ30

2007年7月，郭清江辭職，改由汉翔航空总经理罗正方兼任SSAC董事长。
2008年，SSAC与阿拉伯联合大公国EIDC创投公司签署合併协议，由EIDC投资1.5亿美元取得SSAC80%股权，分期偿还耀管会融资。如果美国投审会审查通过後，台湾决定不依约执行，将面临违约诉讼赔偿。由於當時正值政府交接时期，经济部已承诺，会把最後决策留给馬英九政府决定，不会赶在2008年5月20日陳水扁政府下台以前处理。
2009年2月2日，郭清江在《自由時報》的專訪中說，尹啟銘推薦的陳磊侵吞SSAC公款40萬美元，尹啟銘才是對SSAC虧損案難辭其咎的人；SSAC被以一億五千萬美元賣給EIDC的時候，時任SSAC董事長是羅正方、不是他，他不清楚細節、也無權介入，此交易案與他無關；他與陳水扁的關係並非朋友，只是「上司」與「部屬的部屬」的關係，只有公務上的接觸，從未互通電話，更從未被陳水扁請到家裡吃飯。

## 中東資金入注時期
2008年5月阿拉伯聯合大公國的Emivest Group投资5,000万美元并保留约8,700万美元的债务，加上可能再投资1亿美元，占公司80%的股份，华扬史威灵飞机公司改名为Emivest Aerospace Group。
2010年5月Emivest Group在投资约9,000万美元后，管理不见起色，资金困难，目前积极想找新投资人，或考虑将Emivest Aerospace公司卖出。

## 外部連結
- Emivest Aerospace Corporation網站 （页面存档备份，存于）